# Otto Hamel
Otto Hamel (geboren als Otto August Maximilian Hammel) (* 6. März 1866 in Erfurt; † 23. Juli 1950 in Lohr am Main) war ein deutscher Maler.

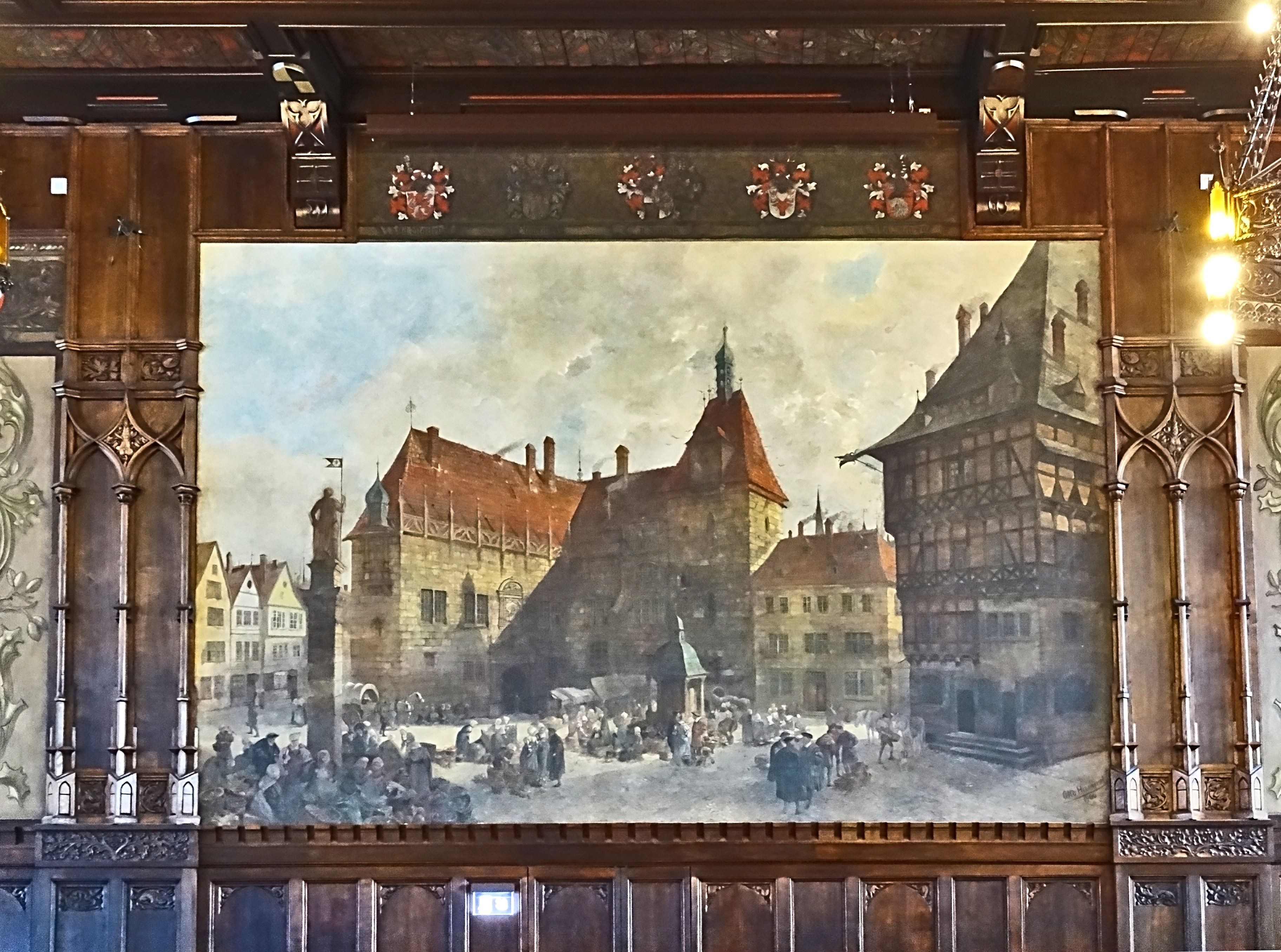
Historisches Wandgemälde des alten Erfurter Rathauses um 1720

## Leben

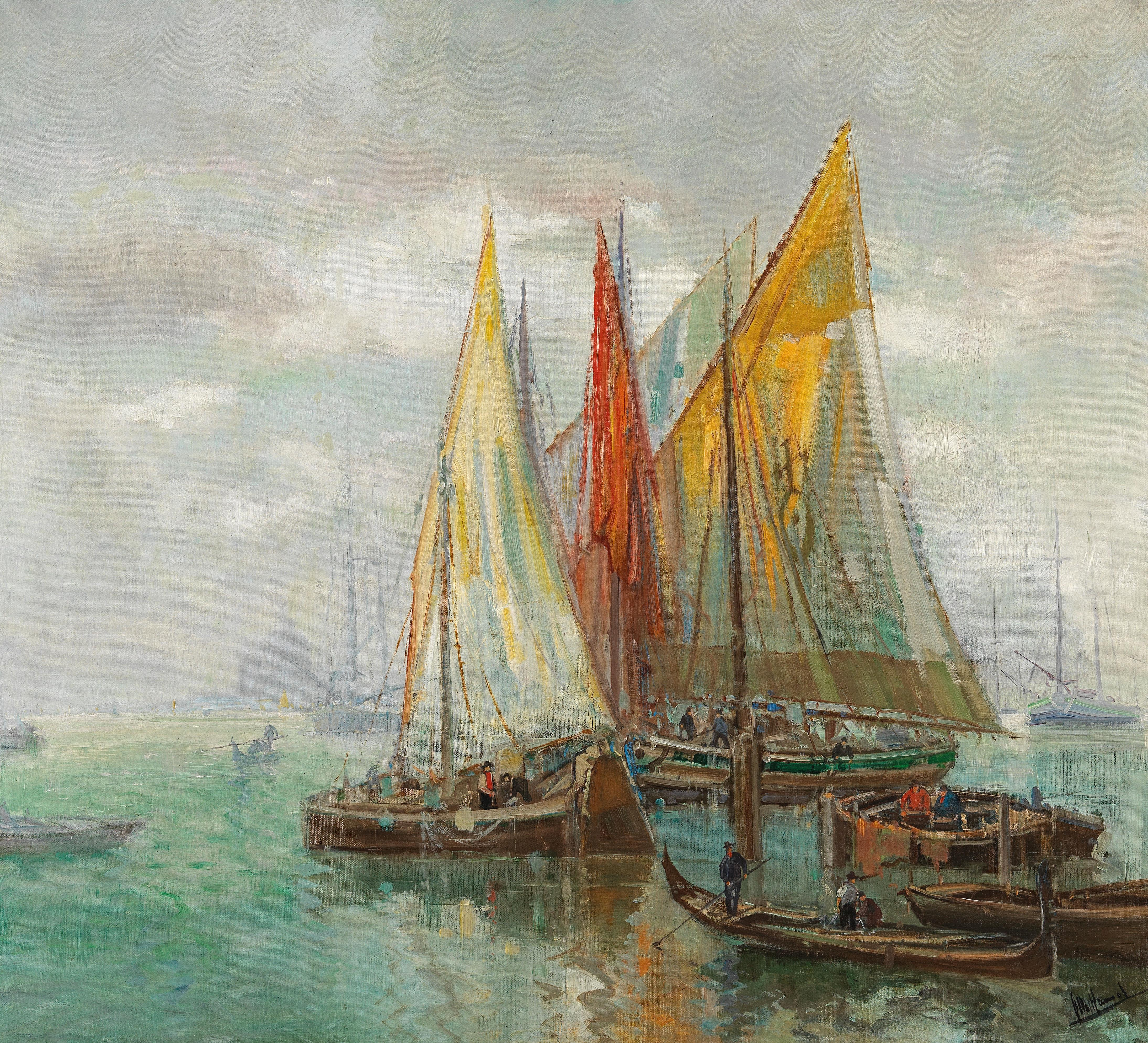
Venezianische Fischerboote; Öl auf Leinwand

Otto Hamel wurde als Sohn eines Dekorationsmalers in Erfurt geboren. Nach der Schulzeit besuchte er die Königliche Erfurter Kunstschule, wo er bei dem Historienmaler Eduard von Hagen und bei Emanuel Semper studierte. Mit einem Stipendium der Stadt Erfurt setzte er sein Studium in Berlin bei Max Koch und Franz Skarbina fort. 1888 erhielt er ein Staatsstipendium für einen Studienaufenthalt in Italien, ein Jahr später eröffnete er in Berlin sein erstes Atelier. Sein Studium setzte er in Paris fort, wo er mit dem Impressionismus in Berührung kam. 1890, nach seiner Rückkehr wurde er als Professor für Dekorative Malerei an die Kunstgewerbeschule in Hannover berufen.
In der Zeit des Nationalsozialismus war Hamel Mitglied der Reichskammer der bildenden Künste. Er war u. a. von 1937 bis 1944, außer 1942, auf allen Großen Deutsche Kunstausstellungen in München mit 13 Bildern vertreten. Davon erwarben Hitler und die Nazi-Führer Hermann Esser, Rudolf Hess und Joachim von Ribbentrop je eines.

## Ausstellungen
- Zu seinem 75. Geburtstag wurde eine Sonderausstellung zu seinen Werken veranstaltet, zu der die Galerie H. Menges in Hannover eine Schrift herausgab.

## Werke
Zahlreiche vielfarbige Ansichtskarten, sogenannte „Künstlerpostkarten“, mit Ansichten von Hannover erschienen mit der Signatur von Otto Hamel, unter anderem von Verlagen wie Meißner & Buch, Leipzig.
- 1908: „Blick auf Hannover“ über die Maschaue und den Maschpark auf das (eigentlich noch unfertige) Neue Rathaus, signiert „O. H. 08“[2]
- "Aus meinem Skizzenbuch : Original-Lithographien ; zum Besten des Roten Kreuzes; 1916

## Berühmte Schüler
Adolf Mühlhan